# Hoplisoides
Hoplisoides (лат.) — род песочных ос из подсемейства Bembicinae (триба Bembicini). 80 видов.

## Распространение
Встречаются почти космополитно, кроме Австралии.  В Европе около 3 видов. Для СССР указывалось около 4 видов.

## Описание
Мелкие осы (8—10 мм). Гнездятся в земле. Ловят цикадок.
Отличается следующими признаками: ацетабулярный киль присутствует, субомаулюс не продолжается вентрально; проподеум обычно пунктированный или редко гладкий дорсолатерально, не грубо ареолирован; скутум обычно хорошо пунктирован; самец со скрытыми щетинками на стернитах V и VI.

## Систематика
Около 80 рецентных видов. Относится к трибе Bembicini.
Сходен с родами Psammaecius и Afrogorytes.

### Виды Европы
- Hoplisoides craverii (A. Costa 1869)
- Hoplisoides latifrons (Spinola 1808)
- Hoplisoides punctuosus (Eversmann 1849)
- Другие виды